# Perclorato de sodio
El perclorato de sodio es el compuesto inorgánico con la fórmula NaClO4. Es la más soluble de las sales de perclorato comunes. Es un sólido cristalino blanco e higroscópico que es altamente soluble en agua y en alcohol. Usualmente se presenta como el monohidrato, que tiene una estructura cristalina rómbica.
Su calor de formación es −382.75 kJ mol−1.

## Usos
El perclorato de sodio es el precursor de muchas otras sales de perclorato, aprovechando, en ocasiones, su baja solubilidad relativa al NaClO4 (209 g/100 ml a 25 °C). El ácido perclórico se elabora tratando el NaClO4 con HCl.
El NaClO4 encuentra un uso, aunque mínimo, en la pirotecnia y como combustible sólido para el uso de drones, debido a que es higroscópico. Para este fin se prefieren los percloratos de amonio y de potasio. Estas sales se preparan mediante una doble descomposición a partir de una disolución de perclorato de sodio y cloruros de potasio o de amonio.

### Aplicaciones de laboratorio
El NaClO4 presenta diversas aplicaciones en los laboratorios, normalmente como electrolito no reactivo. Por ejemplo, se emplea en la extracción estándar del ADN y en reacciones de hibridación en biología molecular.

## Producción
El perclorato de sodio se elabora por oxidación anódica del clorato de sodio, no cloruro de sodio, en un electrodo de platino.
ClO3- + H2O → ClO4- + H2

## Accidentes durante su manipulación
En abril de 2025 una fuerte explosión en almacenes con percloato de sodio del puerto de Rajaee, en el sur de Irán, dejó al menos 25 muertos y más de 500 heridos, debido a un almacenamiento inadecuado.